# 佐藤友哉
佐藤友哉（日语：さとう ゆうや，1980年12月7日—），是日本的小説家。

## 生平
北海道千歲市出生。
2001年，以小説《電影般的風格──鏡公彥理想的殺人方式》於第21回梅菲斯特賞得獎，之後陸續發表《搪瓷靈魂的比重──鏡稜子與變裝密室》、《沉沒的鋼琴──鏡創士還原的犯罪拼圖》。
2004年於《新潮》發表了短編〈慾望〉，在純文學領域廣為活動。2005年以《孩子們的憤怒憤怒憤怒》入圍第27回野間文藝新人獎。2007年以獲得第20回三島由紀夫獎。《灰色的健怡可樂》入圍第29回野間文藝新人獎。
2006年，與島本理生結婚。一度離婚後，於2010年復合。
2019年，與瀧本龍彥、海猫沢めろん等小說家聯合於Youtube上開設頻道。

## 作品清單

### 單行本
鏡家事件系列
- 電影般的風格──鏡公彥理想的殺人方式（尖端出版 2006年2月）
- 搪瓷靈魂的比重──鏡稜子與變裝密室（尖端出版 2006年4月）
- 沉沒的鋼琴──鏡創士還原的犯罪拼圖（尖端出版 2006年6月）
- 鏡姐妹的飛行教室──鏡家事件系列外傳（尖端出版 2007年6月）
- （講談社 2009年2月）

其他
- 聖誕節的恐怖份子 invisible x inventor（尖端出版 2007年3月）
- 孩子們的憤怒憤怒憤怒（尖端出版 2008年4月）
- （新潮社 2007年3月）
- （講談社BOX 2007年5月）
  - 紅色的莫斯科騾子（《浮文誌》Vol.1 尖端出版 2006年2月）
  - 黑色的寶礦力水得（《浮文誌》Vol.2 尖端出版 2006年6月）
  - 彩色的檸檬健怡可樂（濃縮版）（《浮文誌》Vol.3 SIDE-A 尖端出版 2006年8月）
- （角川書店 2007年9月）
- （新潮社 2009年6月）

### 註腳
1. ↑  . WEB本の雑誌. 2009-07-29  [2025-05-01] （日语）.
2. ↑  . 2010-12-24. （原始内容存档于2025-05-02）.
3. ↑  YouTube上的エリーツちゃんねる頻道